# Safeguard
Safeguard — торговая марка антибактериального мыла, которая принадлежит компании Procter & Gamble.

## Описание
Бренд Safeguard был основан в 1963 году. Потребители оставили о мыле Safeguard положительные отзывы.
Мыло Safeguard считается наиболее предпочтительным продуктом для потребителей в таких странах, как США, Мексика, Украина, Латвия, Канада, Египет, Китай, Нигерия, Кения, Пакистан и Филиппины. 30 апреля 2012 года продажи мыла Safeguard начались в Эстонии, Белизе, Польше, Литве и Словении.
По состоянию на 1 мая 2012 года продукция Safeguard продавалась в Австралии, Новой Зеландии, на Багамских Островах, в Западной Африке, Бангладеше и Непале. Под брендом Safeguard выпускается как твёрдое, так и жидкое мыло.

## История
Компания Procter & Gamble представила дезодорант и антибактериальное мыло Safeguard в США в 1963 году в ответ на потребности потребителей в защите от запахов и микробов. Клинические испытания показали, что Safeguard снижает количество бактерий на коже на 99,3%. В 1967 году было опубликовано первое из многих научных исследований, доказывающих эффективность Safeguard. Исследования показали, что Safeguard снижает количество кожных инфекций на 44%. В течение десятилетия Safeguard продолжает превосходить ведущих мыл на рынке благодаря своей эффективной защите от микробов и мягкости.
В 1970-е годы Safeguard стал брендом мыла, целью которого была защита всей семьи. В 1990-е годы бренд был запущен на мировых рынках, включая Китай и Пакистан. В 1992 году компания Safeguard представила своё первое жидкое антибактериальное мыло, а в 2004 году — первый гель для душа. В 2010 году компания представила своё первое жидкое мыло для рук, в 2011 году — первое дезинфицирующее средство для рук, а в 2014 году — новую формулу GermShield+, которая обеспечивает более длительную защиту от микробов, чем другое антибактериальное мыло.